# Charles A. Kupchan
Charles A. Kupchan (* 1958) ist ein Professor für internationale Beziehungen an der Georgetown University in Washington, D.C. und früherer Direktor für europäische Angelegenheiten im Nationalen Sicherheitsrat der Vereinigten Staaten. Kupchan ist Senior Fellow des Council on Foreign Relations und hat mehrere Bücher veröffentlicht, vor allem zu den Themenbereichen Europa und transatlantischer Partnerschaft. Artikel von ihm wurden in vielen bekannten Magazinen und Zeitungen veröffentlicht.

## Leben
Nach seinem Bachelor-Abschluss an der Harvard University studierte Kupchan an der University of Oxford weiter, wo er zum Ph.D. in Politikwissenschaften promoviert wurde. Von 1986 bis 1992 war Kupchan Juniorprofessor für Politik an der Princeton University. Danach war er für ein Jahr Direktor für europäische Angelegenheiten im Nationalen Sicherheitsrat. Seit dem Jahr 1994 ist Kupchan Professor für internationale Beziehungen an der Edmund A. Walsh School of Foreign Service der Georgetown University.

## Werk
2003 erklärte er „das Ende des amerikanischen Zeitalters … Zu Beginn des zweiten Jahrzehnts dieses Jahrhunderts wird sich die geopolitische Achse wahrscheinlich zum Pazifik hin verschieben. China entwickelt sich nach und nach zu einer erstrangigen Wirtschaftsmacht – möglicherweise mit entsprechender militärischer Stärke. Japan wird sich irgendwann aus der Rezession befreien und zum Aufstieg Asiens beitragen.“
Das 2010 von ihm veröffentlichte Buch How Enemies Become Friends: The Sources of Stable Peace analysiert anhand Beispielen aus der Geschichte, die bis in das 13. Jahrhundert zurückreichen, wie aus geopolitischen Konkurrenten befreundete Staaten werden können. Nach Kupchan sind hierzu diplomatische Beziehungen wesentlicher als ökonomische wechselseitige Abhängigkeiten. Am 16. August 2011 wurde das Werk für den Arthur Ross Book Award des Council on Foreign Relations nominiert. Mit diesem Preis werden Werke geehrt, die sich um das Verständnis von Außenpolitik und internationalen Beziehungen verdient gemacht haben.
Artikel von Kupchan erschienen in mehreren prominenten Magazinen und Zeitungen wie unter anderem Foreign Affairs, New York Times, International Herald Tribune und Washington Post.

## Schriften (Auswahl)
- Charles A Kupchan: The Persian Gulf and the West. The Dilemmas of Security. Allen & Unwin, Boston 1987, ISBN 0-04-497057-9 (englisch).
- Charles A Kupchan: The Vulnerability of Empire. Cornell University Press, Ithaca 1994, ISBN 0-8014-2885-8 (englisch).
- Charles Kupchan et al.: Nationalism and Nationalities in the New Europe. Hrsg.: Charles Kupchan. Cornell University Press, Ithaca 1995, ISBN 978-0-8014-3162-3 (englisch, Tagungsband einer Seminarreihe am Council on Foreign Relations).
- Charles Kupchan, Jason Davidson, Mira Sucharov et al.: Power in Transition. The Peaceful Change of International Order. United Nations University Press, Tokio / New York 2001, ISBN 92-808-1059-6 (englisch).
- Charles A Kupchan: The End of the American Era. U.S. Foreign Policy and The Geopolitics of the Twenty-First Century. Knopf, New York 2002, ISBN 0-375-41215-8 (englisch).
- Charles A Kupchan: How Enemies Become Friends. The Sources of Stable Peace. Princeton University Press, Princeton 2010, ISBN 978-0-691-14265-4 (englisch).
- Charles A Kupchan: No One’s World; The West, The Rising Rest, and the Coming Global Turn. Oxford University Press, Oxford 2012, ISBN 978-0-19-973939-4